# Melling Hellcat
De Melling Hellcat is een door Al Melling ontwikkelde supersportwagen die naar schatting 440 km/h zou halen. Om het gewicht zo laag mogelijk te houden bestaat de complete carrosserie uit extreem lichte koolstofvezel. Naast de sterkste versie met 1.217 pk wordt er ook een versie met één turbo (800 pk) en zonder turbo (680 pk) aangeboden.
De auto laat de 1.217 pk bij 7.200 tpm en 1.193 Nm bij 5.400 tpm los enkel op de achterwielen. Het logo van het merk stelt de hellcat (kat uit de hel) voor.

## Top Gear
Toen de Melling Hellcat in het nieuws (van seizoen 9 episode 4) werd besproken, beweerde James May dat het onmogelijk was dat deze auto 440 km/h kan halen, onder andere omdat hij de auto niet aerodynamisch genoeg vindt.
Bugatti Veyron EB16.4 · Chrysler ME Four-Twelve · Koenigsegg Agera · Koenigsegg CCXR · Lotec Sirius · Melling Hellcat · SSC Ultimate Aero TT · SSC Tuatara · Weber Faster One